# Bernhard Bonk
Bernhard Bonk SVD (* 15. Mai 1890 in Bischofsburg, Kreis Rößel, Ostpreußen; † 29. August 1944 in Cebu, Philippinen) war ein deutscher römisch-katholischer Geistlicher,  Steyler Missionar und Märtyrer.

## Leben
Bernhard Bonk, geboren im Ermland als ältestes von 7 Kindern eines Kaufmanns, wuchs im Bistum von Andreas Thiel auf, von dem er 1904 gefirmt wurde. Ab demselben Jahr besuchte er das Steyler Gymnasium in Neisse und machte Abitur. Er trat am 7. September 1912 im Alter von 22 Jahren in das Missionshaus St. Gabriel in Mödling bei Wien ein und legte am 28. September 1915 die Ewigen Gelübde ab. Nach seiner Priesterweihe am 1. Oktober 1915 war er zuerst Lehrer und Verwalter in Neisse und Mödling. Von 1921 bis 1935 wirkte er in Techny (Vereinigte Staaten) als Ökonom (ab 1925 als Provinz-Ökonom). Am 20. Juni 1937 ging er in die Philippinen-Mission nach Cebu und war dort Haus-Ökonom sowie ab 1939 Vizerektor des San Carlos-Kollegs (heute: Universität von San Carlos). Als die japanische Besatzungsmacht die Steyler Missionare internieren wollte, floh er zur geistlichen Betreuung der Widerstandsbewegung auf die Insel Bohol. Er kam in japanische Haft und wurde in ausgehungertem Zustand von den Japanern erschossen.

## Gedenken
Die Römisch-katholische Kirche in Deutschland hat Pater Bernhard Bonk  als Märtyrer in das deutsche Martyrologium des 20. Jahrhunderts aufgenommen.